# Bernd Hobsch
Bernd Hobsch (ur. 7 maja 1968 w Großkugel) – niemiecki piłkarz, występował na pozycji napastnika.

## Kariera klubowa
Hobsch jako junior grał w enerdowskiej drużynie SC Eintracht Schkeuditz. W 1986 roku trafił do Chemie Böhlen. Potem był zawodnikiem klubu VfB Leipzig. W 1991 roku w wyniku zjednoczenia Niemiec, rozpoczął z klubem grę w 2. Bundeslidze.
W styczniu 1993 roku Hobsch przeniósł się do Werderu Brema, grającego w Bundeslidze. Zadebiutował w niej 19 lutego 1993 roku w wygranym 3:0 pojedynku z 1. FC Nürnberg, w którym zdobył także bramkę. W tym samym roku zdobył z klubem mistrzostwo Niemiec. W 1994 roku wygrał z Werderem rozgrywki Pucharu Niemiec, po pokonaniu w finale 3:1 Rot-Weiss Essen. W 1995 roku wywalczył z zespołem wicemistrzostwo Niemiec. Przez cztery lata w barwach Werderu rozegrał 106 ligowych spotkań i zdobył 33 bramki.
W 1997 roku przeszedł Hobsch do francuskiego Stade Rennais. Przez pół roku zagrał tam w trzech meczach w Ligue 1. W styczniu 1998 roku powrócił do Niemiec, a gdzie został graczem TSV 1860 Monachium, grającego w Bundeslidze. Pierwszy ligowy mecz zaliczył tam 31 stycznia 1998 roku przeciwko Hansie Rostock (0:3). W TSV spędził półtora roku. W sumie zagrał tam w 39 ligowych meczach i strzelił 18 goli.
W 1999 roku odszedł do spadkowicza z Bundesligi, 1. FC Nürnberg. Pełnił tam głównie rolę rezerwowego. W 2001 roku awansował z klubem do Bundesligi, a w listopadzie tego samego roku odszedł z klubu. Od kwietnia 2002 roku reprezentował barwy zespołu FC Carl Zeiss Jena, gdzie zakończył karierę w czerwcu 2002 roku.
Po zakończeniu kariery piłkarskiej był trenerem amatorskich drużyn DJK Ammerthal i TSV Ochsenbruck.

## Kariera reprezentacyjna
Hobsch rozegrał jedno spotkanie w reprezentacji Niemiec. Był to towarzyski mecz przeciwko Tunezji (1:1), rozegrany 22 września 1993 roku. W tamtym spotkaniu wszedł na boisko w 77. minucie, zmieniając Guido Buchwalda.